# 堯約斯區 (堯約斯省)
12°27′35″S 75°55′07″W / 12.4597°S 75.9187°W
堯約斯區（西班牙語：Distrito de Yauyos），是秘魯的一個區，位於該國中南部利馬大區的堯約斯省，面積327.2平方公里，海拔高度2,874米，2005年人口1,892，人口密度每平方公里5.8人。